# Génia Obœuf
Génia Obœuf-Goldgicht, née le 10 décembre 1923 à Varsovie et morte le 27 mai 2021 à Nevers, est une déportée française d'origine polonaise, qui témoigne sur son expérience durant la Seconde Guerre mondiale. Elle vit sa jeunesse à Bruxelles en Belgique. Elle a été déportée à Auschwitz en 1943 et a fait partie du bloc 10, le bloc des expériences. Après la Libération, elle s’installe avec sa famille dans la Nièvre et partage son expérience avec les jeunes de son département.

## Biographie
Génia Obœuf est déportée depuis Malines par le 20e convoi belge du 19 avril 1943 avec sa mère. Arrivée à Auschwitz, elles sont choisies par Josef Mengele pour entrer au Block 10, le bloc des expériences médicales. Deux semaines plus tard, les deux femmes sont mises dans la file des femmes renvoyées à Birkenau mais Génia Obœuf est sauvée par Alina Brewda, une assistante de Horst Schumann, qui l'autorise à rester au Block 10. Sa mère, elle, est renvoyée à Birkenau et gazée. Elles sont déshabillées, désinfectées, rasées de la tête aux pieds et tatouées. Elle reçoit le numéro 42576. Les femmes du Block 10 sont destinées à des expériences de stérilisation menées par Horst Schumann et Carl Clauberg dont certaines sont effectuées par rayons X. Étant une des premières, Génia Obœuf est soumise à une faible dose de rayons entraînant des brûlures mais non la stérilité. Elle restera près de deux ans dans le Block 10.
Souffrant sans cesse de la faim, les jeunes déportées du Block 10 essayaient d'échapper à leur désespérante condition en échangeant entre elles des recettes de cuisine qu'elles inventaient durant les interminables appels. Plus tard, elle racontera que la seule expression qui lui vient pour décrire le Block 10 est « nef des fous » car les femmes vivent dans la terreur constante d'être emmenées pour être les victimes des expériences.
Génia Obœuf raconte : « Le Dr. Adélaïde Hautval nous a moralement beaucoup aidées et physiquement aussi, par ses explications, alors qu’on fantasmait à propos des expériences du Dr. Clauberg, elle nous a surtout délivré des conseils, manger des pissenlits pour les vitamines, elle a essayé de nous donner du courage ».
Pendant ces mois dans le Block 10, elle rencontre son futur époux, le Français Aimée Obœuf déporté dans le convoi des 45 000, détenu dans le Block 11 de quarantaine. Pendant leur internement, il lui fait passer des petits papiers, lui promettant de se retrouver à Paris ou à Bruxelles après la fin de la guerre.
Le 18 janvier 1945, Génia Obœuf est emmenée dans une marche de la mort direction Ravensbrück. La marche durera 3 jours et sera longue de 100 km avant que les déportés survivants soient mis dans un train de wagons à bestiaux. Pendant les trois derniers mois de la guerre, elle travaille dans un kommando de terrassement et est finalement libérée par l'Armée rouge en mai 1945. Elle est finalement rapatriée en juillet 1945.
Son frère — qu'elle a revu quelques instants à Auschwitz — meurt à Buchenwald le 24 février 1945 tandis que son père meurt lors du déblaiement des ruines du ghetto de Varsovie.

## Après la guerre
En 1947, elle revient à Paris où elle retrouve Aimé Obœuf qu'elle épouse l'année suivante. Installée à Paris, elle se lance dans le travail d'archives des témoignages des témoins et travaille avec des associations de réinsertion professionnelle pour les jeunes déportés. Lorsque son époux tombe malade, leur médecin leur conseille de « se mettre au vert » et le couple part s'installer à Brinon-sur-Beuvron puis sur l'île d'Oléron avant de s'installer définitivement à Nevers.
En 2018, Thierry Martinet réalise un documentaire sur l'histoire de sa vie intitulé Génia la Rouge. Membre de longue date du Parti communiste français, elle est présente sur la liste Nevers écologique et solidaire de Nathalie Charvy lors des élections municipales de 2020.
Pendant toute sa vie, elle prend le temps de témoigner auprès des plus jeunes, de sa déportation ou lors d'événements officiels.

## Ouvrage
- Aimer à Auschwitz, Paris/58-Clamecy, Alisio, 2020, 190 p. (ISBN 978-2379351150).